# Banc de Mèxic

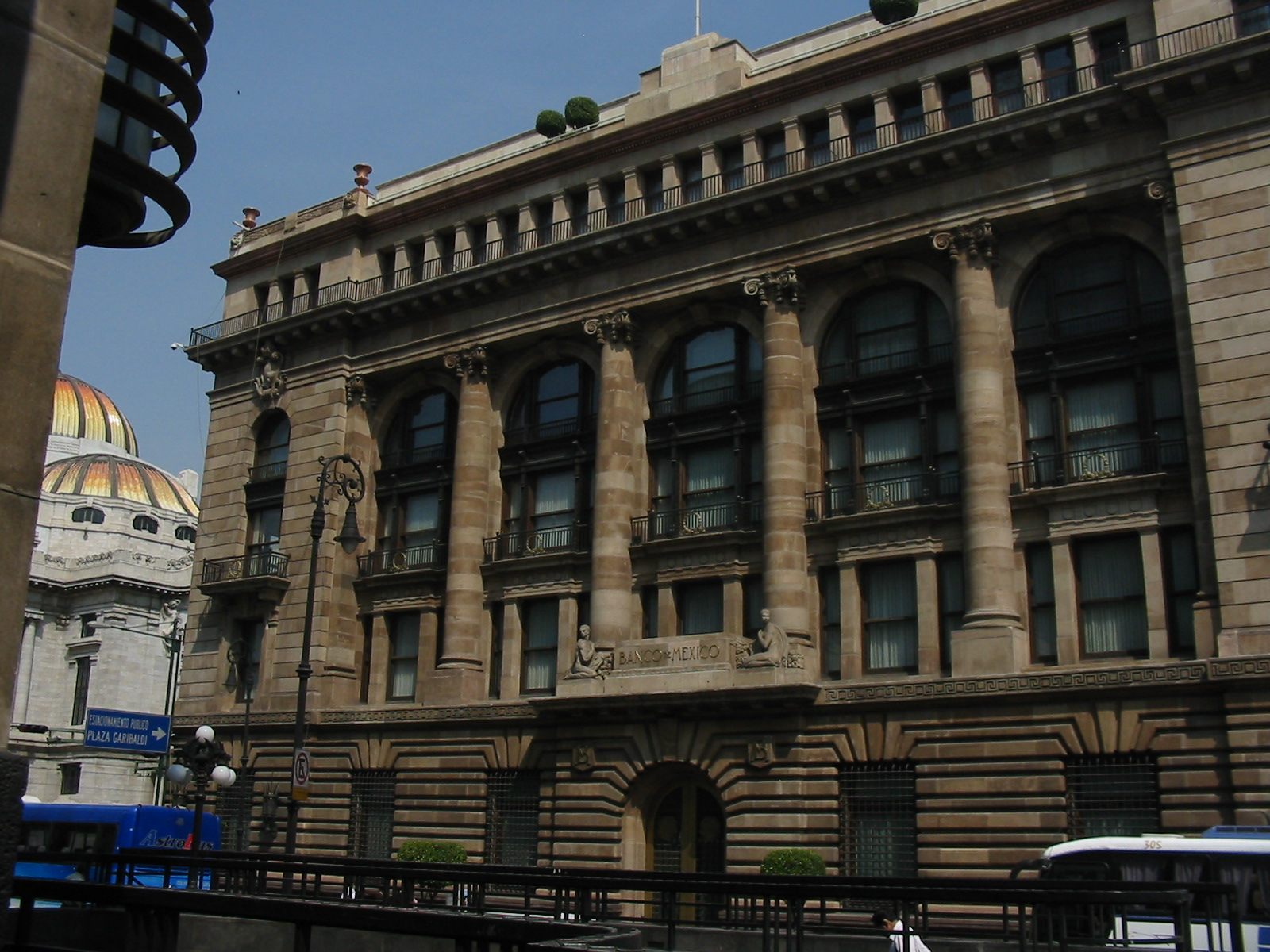
El Banc de Mèxic

El Banc de Mèxic (Banco de México, en castellà) és el banc central de la federació mexicana, fundat l'1 de setembre, 1925 sota el govern del president Plutarco Elías Calles; el seu primer director fou Manuel Gómez Morín. Segons la constitució de Mèxic, el Banc és autònom en les seves funcions i la seva gestió. La seva tasca és proveir de moneda nacional a l'economia del país i procurar l'estabilitat del seu poder adquisitiu. El Banc de Mèxic també estableix els tipus d'interès representatius. Ha de promoure, a més, un desenvolupament i el funcionament correcte del sistema financer i el sistema de pagaments. La política i les funcions del Banc de Mèxic són encapçalades per un governador. El governador actual és Alejandro Díaz de León Carrillo. La seu del Banc de Mèxic és al centre històric de la ciutat de Mèxic.